# 오딜롱 르동
베르트랑 장 르동(프랑스어: Bertrand-Jean Redon)은 오딜롱 르동(프랑스어: Odilon Redon, 1840년 4월 20일 ~ 1916년 7월 6일)으로 잘 알려진 프랑스의 상징주의 화가, 판화가, 데생 화가, 파스텔 화가이다.

## 개요
오딜롱 르동은 인상파에 속하긴 하지만, 화단하고는 아무런 관계도 없이 남몰래 완전히 고독한 제작을 하고 있었다. 보르도 시(市) 태생으로 일찍부터 허약하고 고독한 성격으로 회화의 길을 걷게 되는데, 보르도시에서 판화가 브레당을 알게 되어 판화기술 외에 표현의 자유란 것을 배웠다. 그리고 동시에 식물 생리학자 크라보를 알고서 자연의 신비에 놀랐으며, 그 신비의 세계는 생애를 통하여 르동의 꿈과 동경(憧景)이 되었다. 르동은 긴 세월 동안 흑백의 판화를 계속 제작하였는데 그는 속화(俗化)된 판화에 새로운 기품을 부여함과 동시에 다루는 제재가 괴이하여, 전율이나 유혹을 갖는 몽환적인 매력을 낳고 있다. 그 판화 제작에는 시인 말라르메가 성원을 보내지만, 겸허한 르동은 조금도 명성을 생각지 않는다. 그러나 60세 때에 돌연한 이변(異變)이 발생했다. 그 때까지 흑백 판화만을 제작하던 르동은 처음으로 색채를 취급했다. 그 유화는 꽃가루가 춤추듯 오색(五色)을 흩뿌려서, 르동만큼 이향(異香)을 머금어 색채에 감미로움을 풍기게 하는 작가도 드물다. 제재는 신화나 종교적인 내용에서 신비한 공상에로 펼쳐지는데 모두가 색채로 그려서 표현하는 르동의 꿈이요 시였다. 원래 고갱의 규모나 르누아르의 풍요함은 갖지 못하지만, 르동은 새로운 각도에서 그 감각을 빛내고 있다. 르동은 고독하여 생활을 조용히 만년은 파리 외에도 교외에 집을 가지고 화초를 심고 있으며, 르동이 그린 꽃의 제작도 꿈과 맑고 깨끗함으로 감싸여 있었다.

## 주요 작품

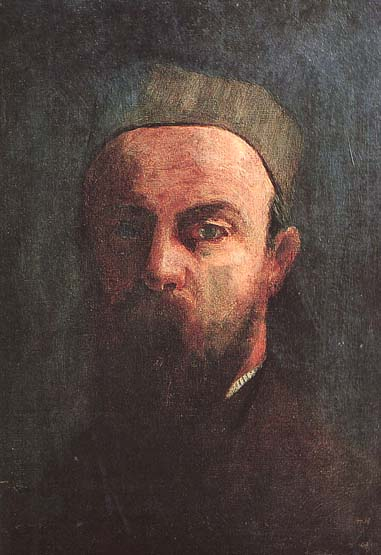
《자화상》, 1880년, 릴 미술관
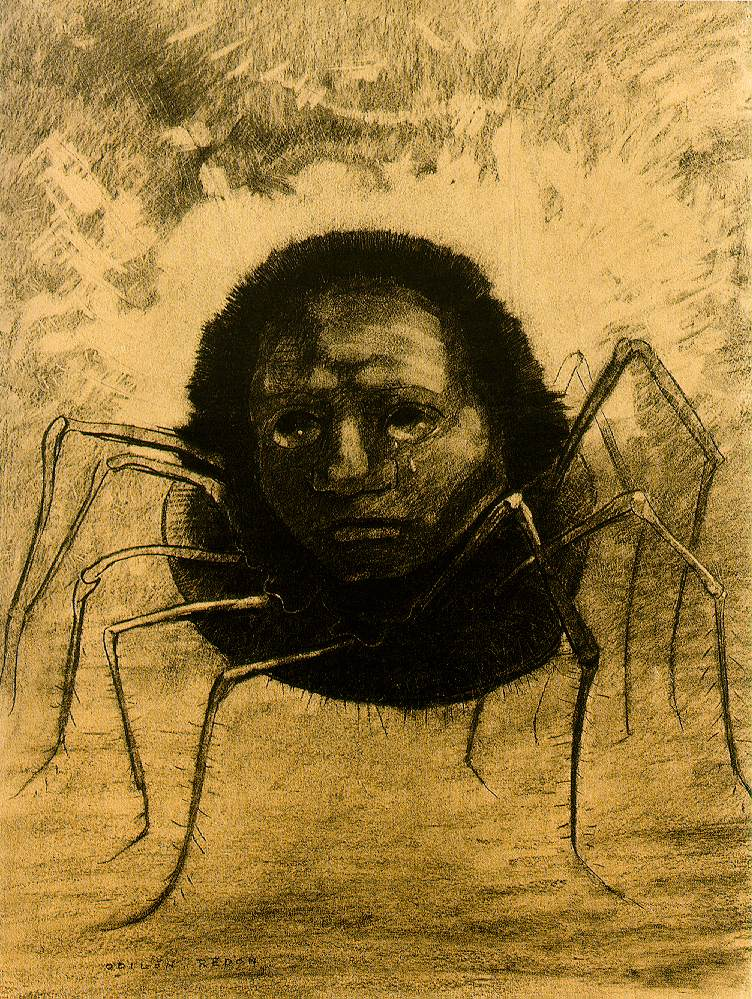
《울고 있는 거미》, 1881년
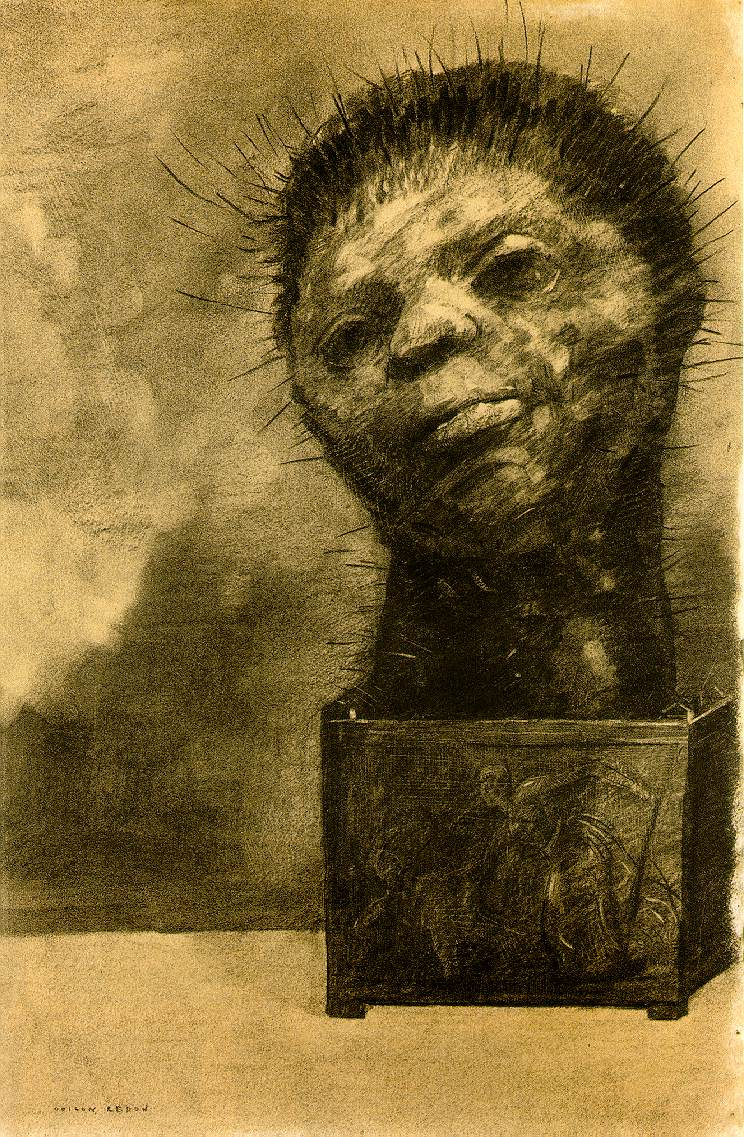
《선인장 인간》, 1881년
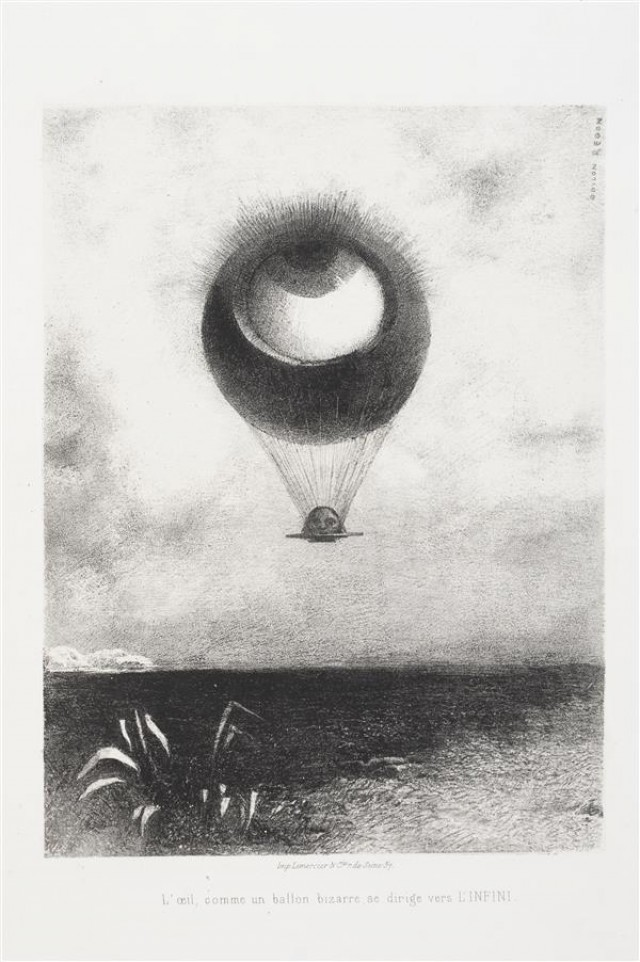
《무한대로 여행하는 이상한 풍선과 같은 눈》, 1882년, 로스앤젤레스 카운티 미술관
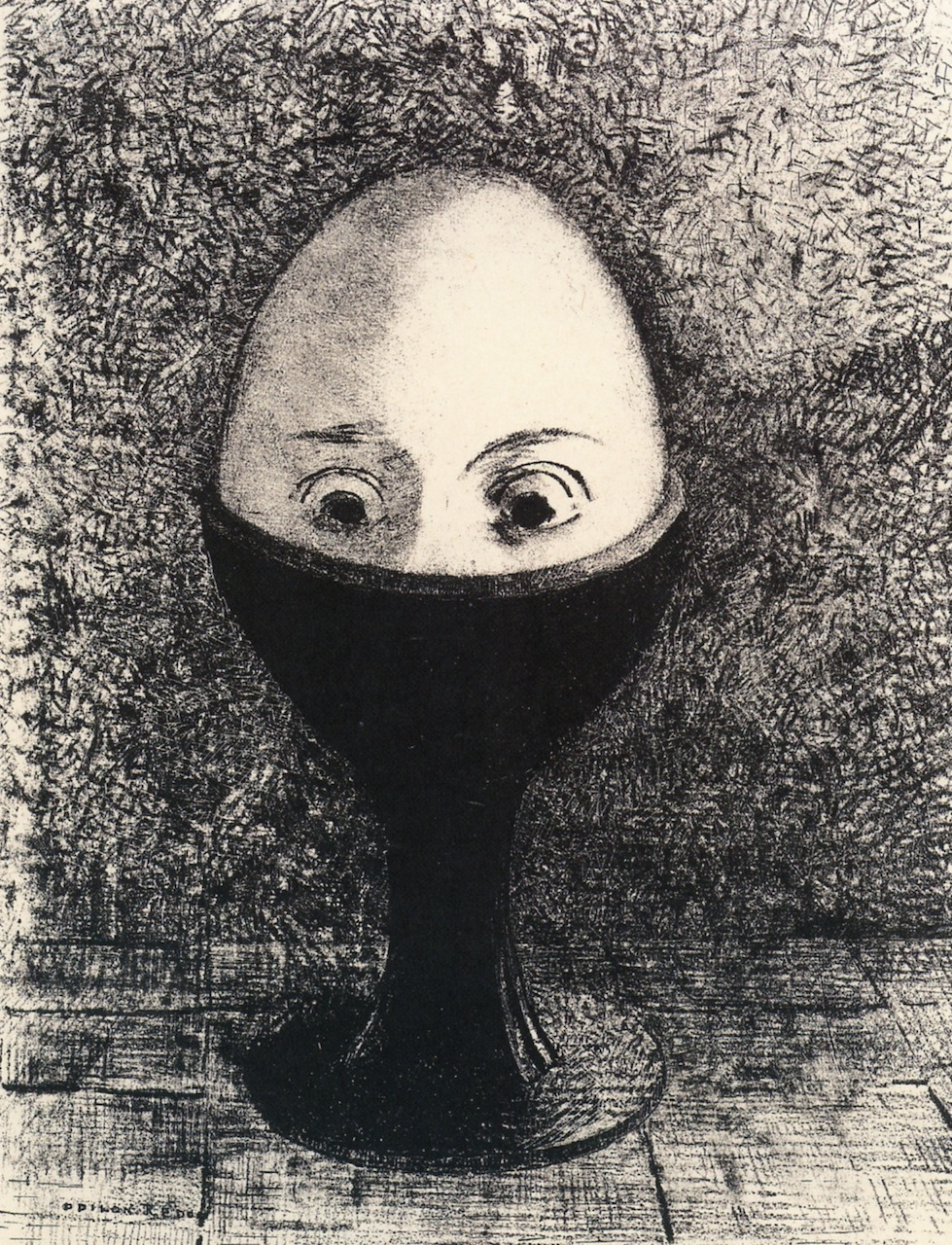
《달걀》, 1885년, 프랑스 국립도서관
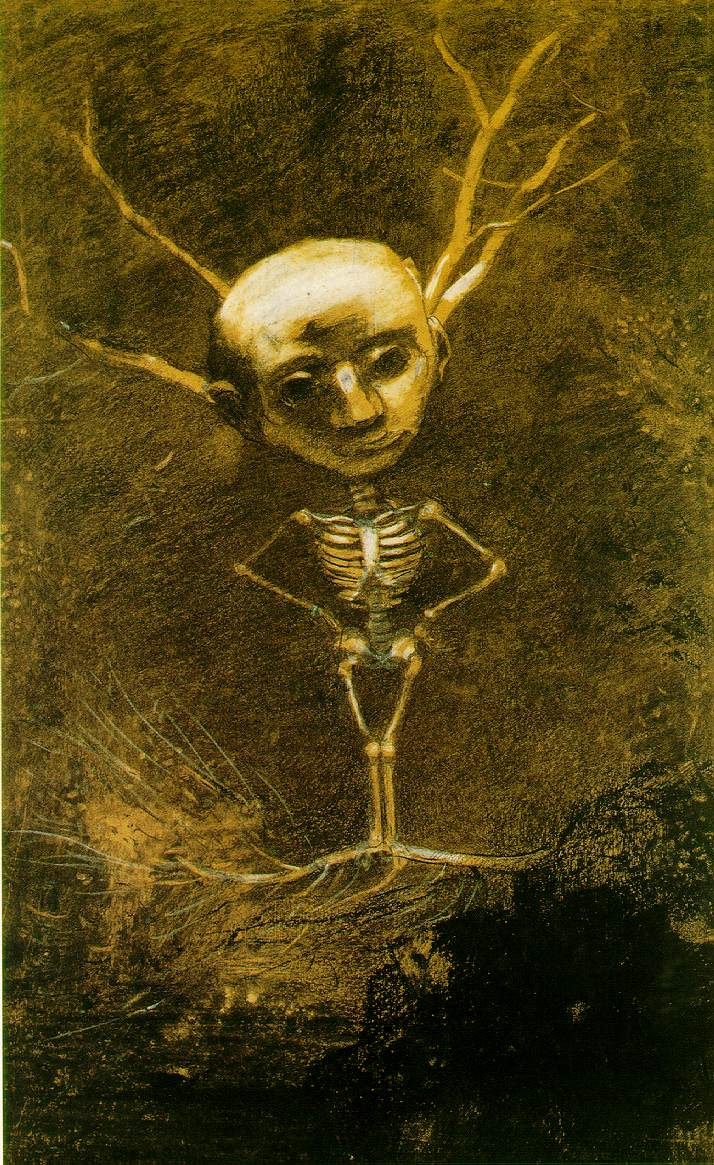
《숲의 정령》, 1890년
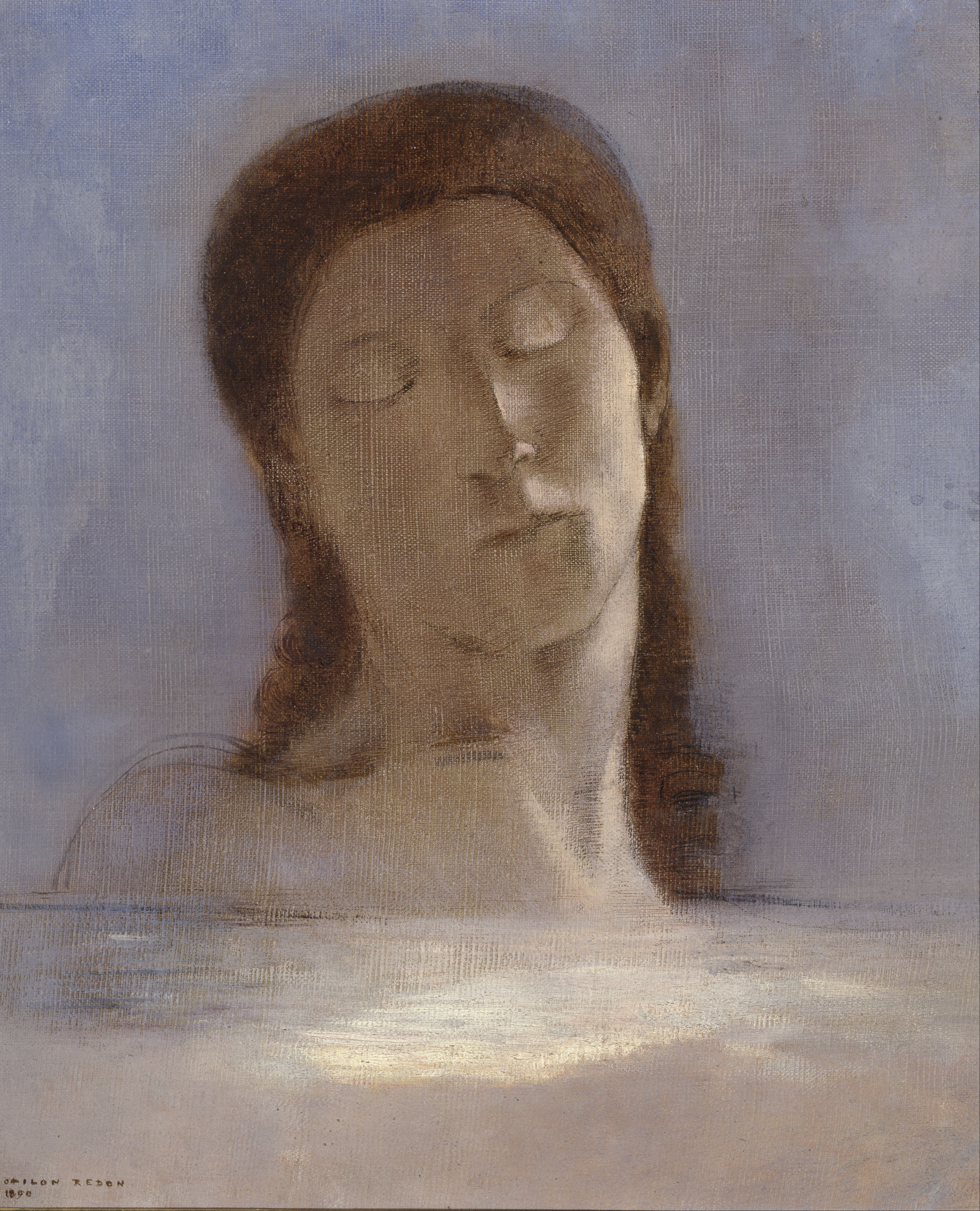
《감은 눈》, 1890년, 오르세 미술관
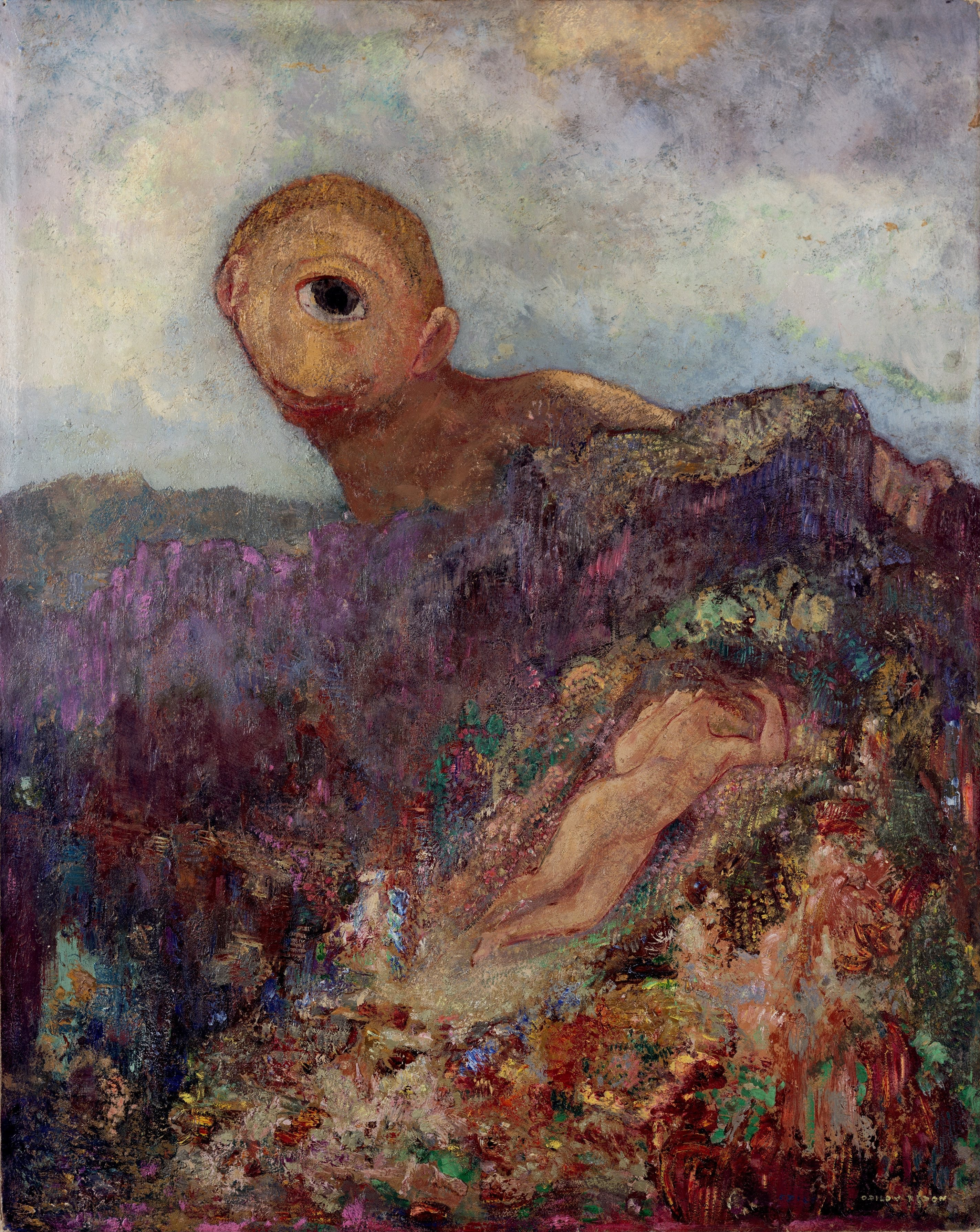
《키클롭스》, 크뢸러 뮐러 미술관
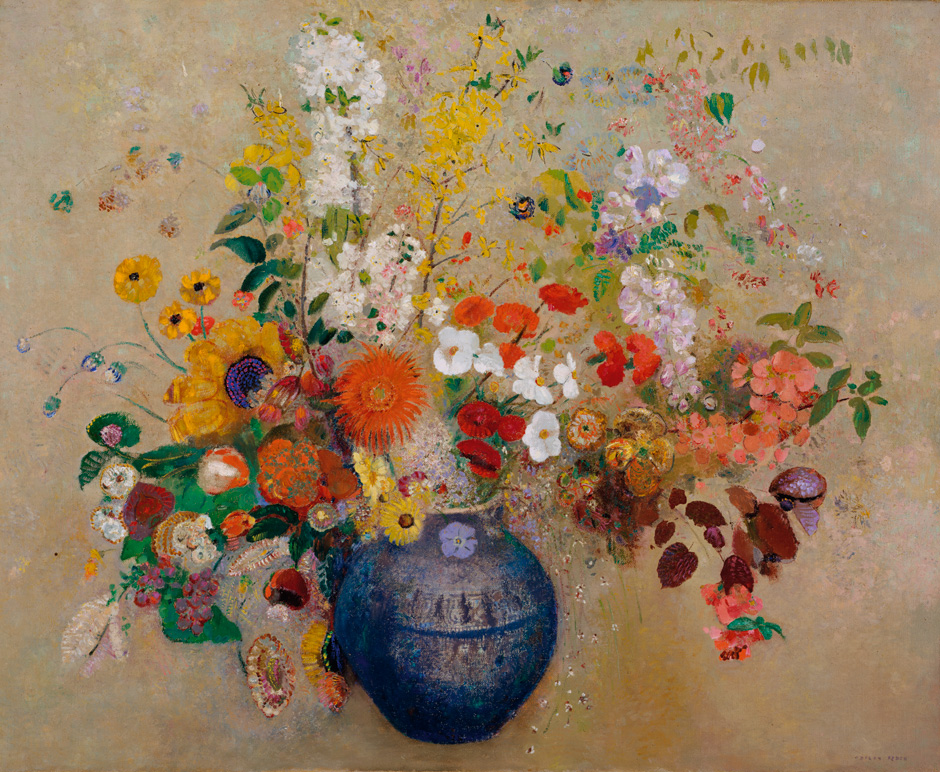
《꽃》, 1909년
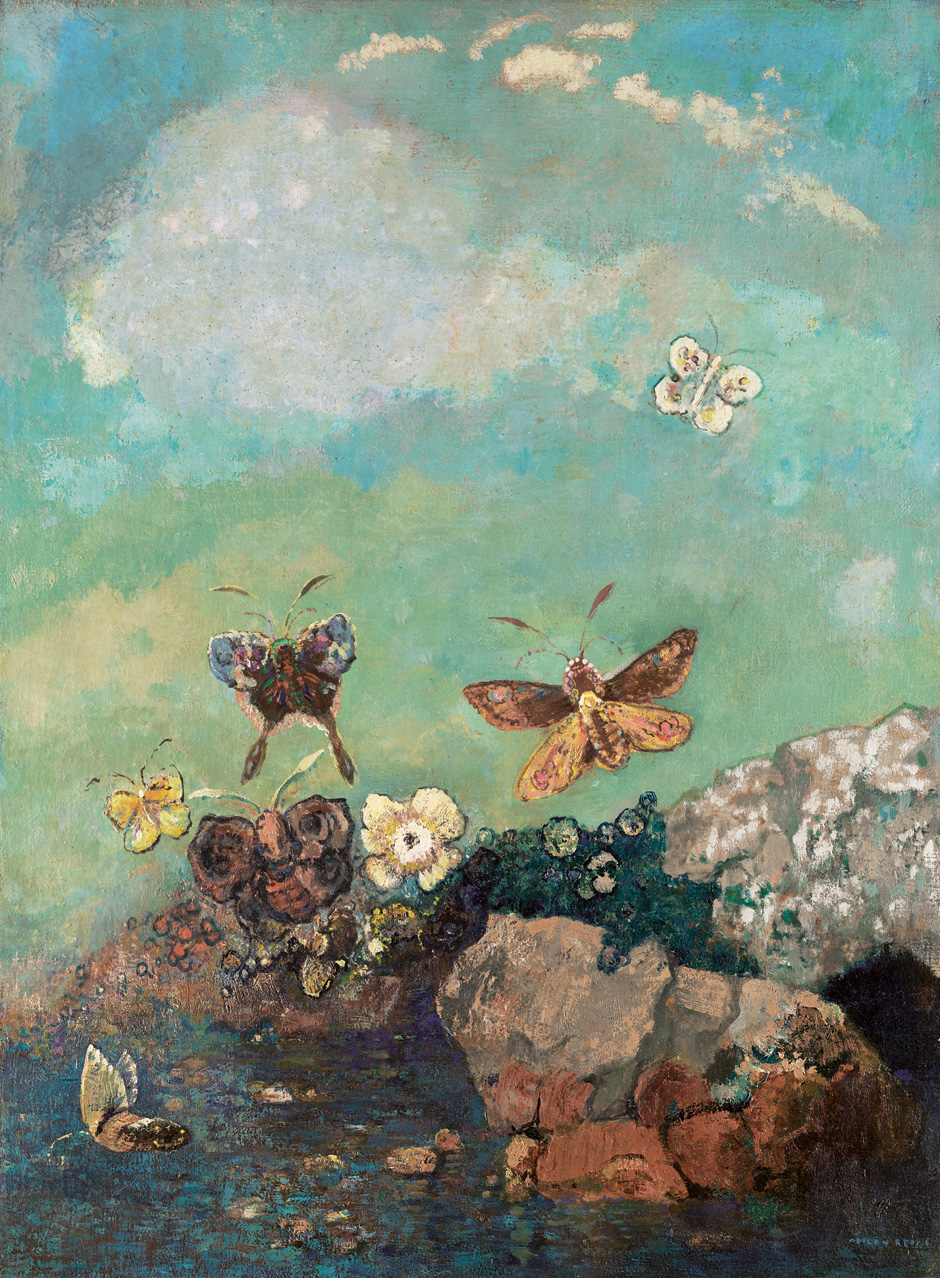
《나비》, 1910년경, 뉴욕 근대미술관
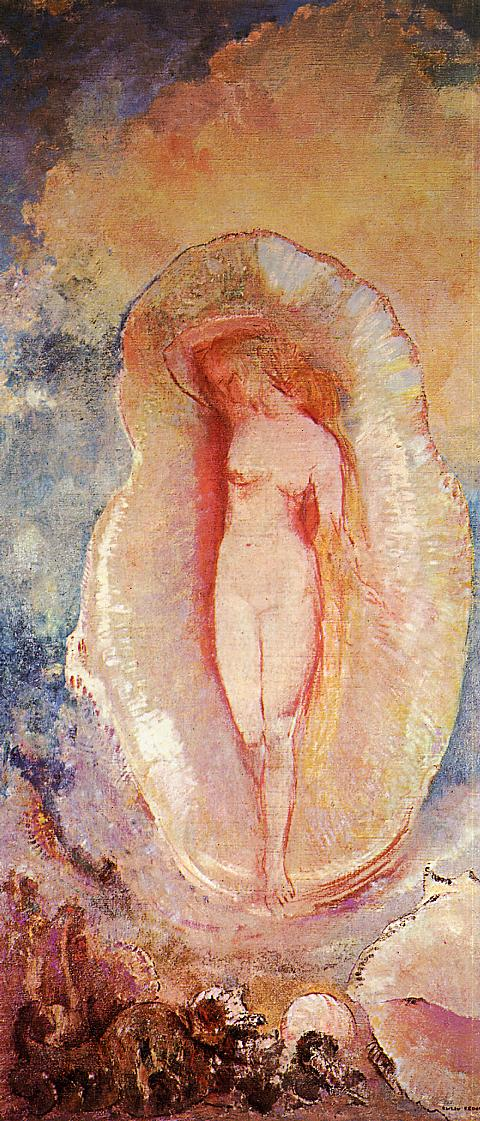
《비너스의 탄생》, 1912년, 뉴욕 근대미술관
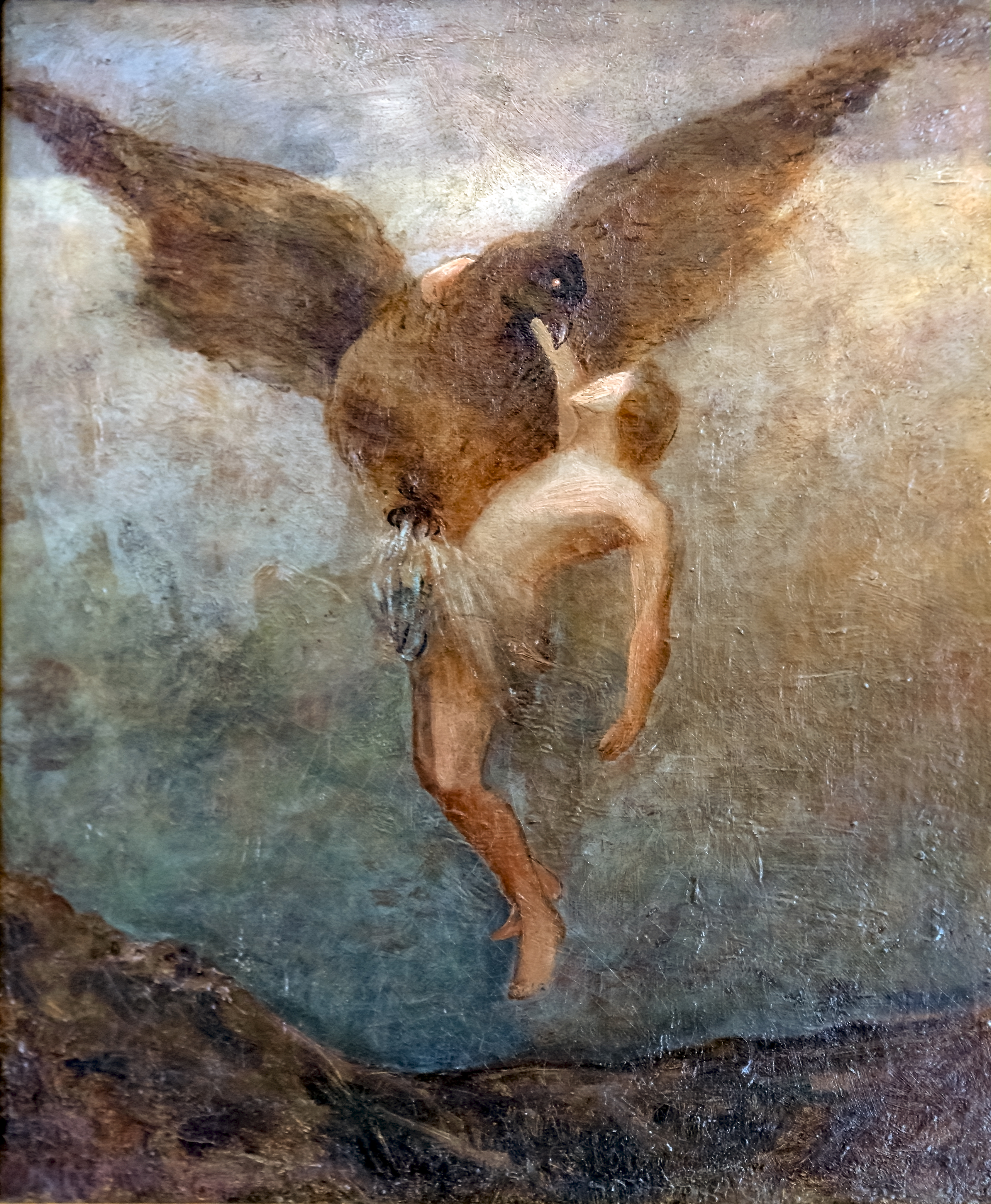
《가니메데스의 납치》